# Katastrofa kolejowa w Ursusie

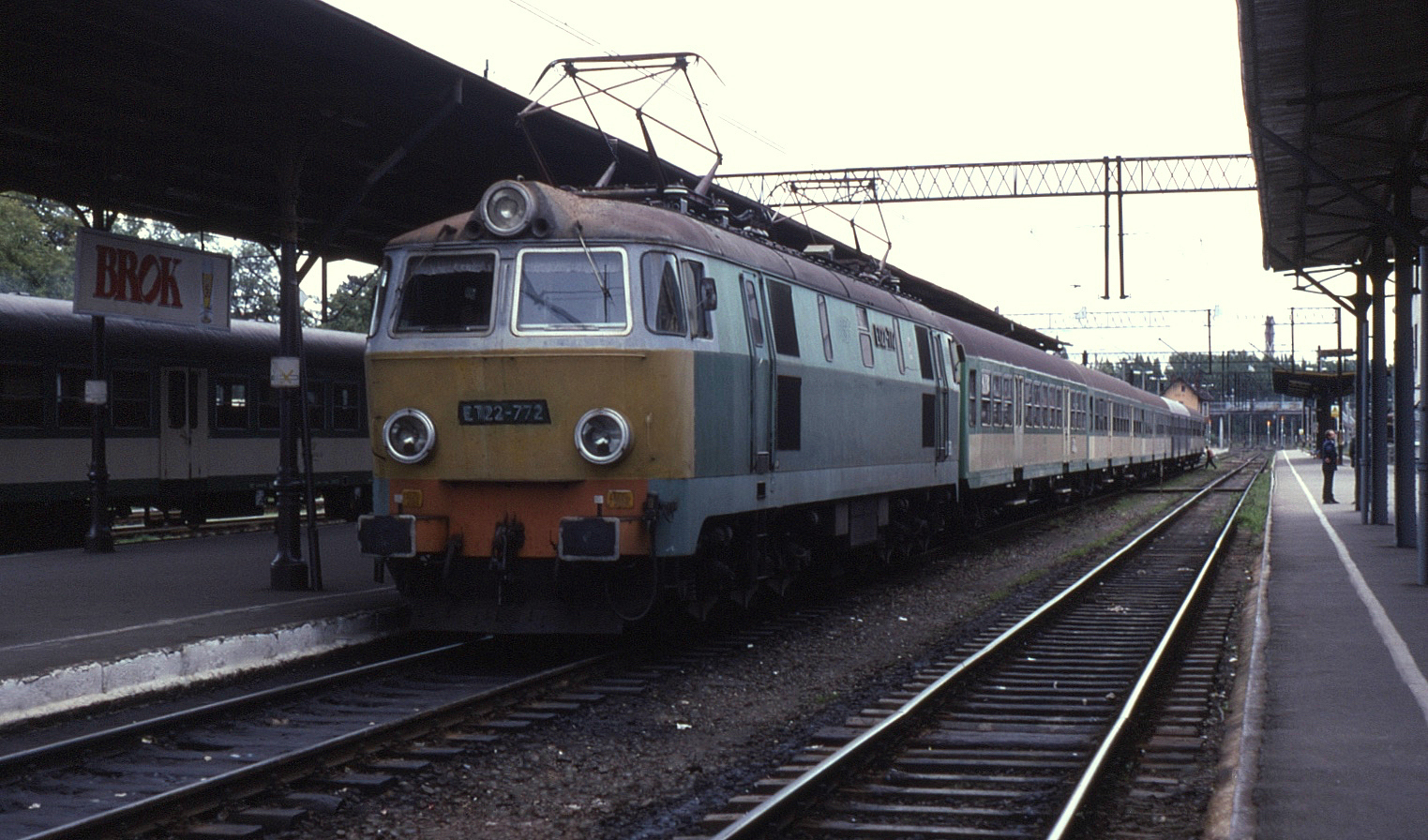
Elektrowóz ET22 – taki sam, jak biorący udział w katastrofie

Katastrofa kolejowa w Ursusie – katastrofa kolejowa, która wydarzyła się 20 sierpnia 1990 roku w Warszawie, na ówczesnym osiedlu Ursus w dzielnicy Ochota. O godzinie 6:20 na linii kolejowej nr 1 pociąg dalekobieżny relacji Praha hl.n. – Warszawa Wschodnia najechał na pociąg osobowy relacji Szklarska Poręba Górna – Warszawa Wschodnia. W wyniku zderzenia zginęło 16 osób, a 64 zostały ranne.

## Opis zdarzenia

### Pociągi biorące udział w wypadku
W wypadku brały udział dwa pociągi. Pierwszym z nich był osobowy nr 6113/4 relacji Szklarska Poręba Górna – Warszawa Wschodnia. Drugim pociągiem był interexpress Silesia nr 41008/7 relacji Praha hl.n. – Warszawa Wschodnia. Maszynistą pociągu był Tadeusz Mościcki.

### Przebieg zdarzenia
O poranku 20 sierpnia 1990 roku w Ursusie panowała gęsta mgła. Przed godziną 6:20 pod semaforem samoczynnej blokady liniowej o numerze 94 zlokalizowanym przy torze nr 2 linii kolejowej nr 1, nieopodal przystanku osobowego Warszawa Ursus (w pobliżu ul. Traktorzystów), zatrzymał się pociąg osobowy 6113/4 ze Szklarskiej Poręby Górnej do stacji Warszawa Wschodnia, tego dnia jadący z opóźnieniem – rozkładowy przyjazd na stację Warszawa Zachodnia wyznaczony był na godz. 6:15. Na semaforze wyświetlony był sygnał S1 Stój. Maszynista osobowego po odczekaniu 2 minut pod semaforem ruszył dalej, pomijając semafor 94 i sygnał Stój. Taką sytuację dopuszczała Instrukcja R1 o prowadzeniu ruchu pociągów, nazywając ją jazdą na widoczność z prędkością maksymalną 20 km/h, aby w razie zauważenia niebezpieczeństwa maszynista mógł natychmiast zatrzymać pociąg.
Za pociągiem 6113/4 jechał interexpress Silesia nr 41008/7 relacji Praha hlavní nádraží – Warszawa Wschodnia. On również był opóźniony – według rozkładu, miał przyjechać na stację Warszawa Zachodnia o godz. 6:04. Na każdym mijanym semaforze samoczynnej blokady liniowej był wyświetlony sygnał S2 Jazda z największą dozwoloną prędkością. Kilka sekund po minięciu semafora nr 94 maszynista zobaczył we mgle koniec pociągu 6113/4. Mościcki włączył hamowanie i ewakuował się do przedziału maszynowego.
O godzinie 6:20 elektrowóz ET22-1053 z prędkością 97 km/h uderzył w ostatni wagon pociągu osobowego, powodując jego całkowite zniszczenie. Spośród 80 pasażerów znajdujących się w wagonie, 16 zginęło, zaś 64 zostało rannych.

## Śledztwo i proces
Komisja PKP stwierdziła, że przyczyną katastrofy było pominięcie przez maszynistę interexpressu Silesia semafora nr 94, wskazującego sygnał S1 Stój. Tadeusz Mościcki twierdził jednak, że wszystkie mijane przez prowadzoną przez niego Silesię wyświetlały sygnał S2 Jazda z największą dozwoloną prędkością – według komisji, wszystkie urządzenia sterowania ruchem kolejowym w okolicy miejsca katastrofy działały prawidłowo. Zdanie Mościckiego podzielał raport komisji powołanej przez Głównego Inspektora Pracy, który stwierdzał, że doszło do awarii samoczynnej blokady liniowej; raport podważyła Dyrekcja Generalna PKP, stwierdzając z kolei, że nie ma możliwości sprawdzenia jaki sygnał był wyświetlony na semaforze.
Proces w sprawie Mościckiego rozpoczął się w listopadzie 1991 roku. Zeznający w roli świadków inni maszyniści zaznaczali, że awarie samoczynnej blokady liniowej nie należały do rzadkości; wśród nich znalazł się maszynista pociągu ekspresowego Tatry z dnia katastrofy, który powiedział, że inny semafor samoczynnej blokady liniowej niedaleko miejsca wypadku wskazywał sygnał S1 Stój, pomimo że odstęp bezpośrednio za nim nie był zajęty. Przesłuchano również mieszkańca jednej z podwarszawskich miejscowości, który sam zgłosił się jako świadek po zauważeniu, że sygnał na jednym z semaforów samoczynnej blokady liniowej umieszczonym między Pruszkowem a Ursusem co chwilę się zmienia.

### Incydent z 9 kwietnia 1992 roku
9 kwietnia 1992 roku, na odcinku linii kolejowej nr 1 między Pruszkowem a Grodziskiem Mazowieckim doszło do incydentu. Maszynista jednego z pociągów zatrzymał się pod semaforem, który wskazywał sygnał S2 Jazda z największą dozwoloną prędkością, pomimo tego, że na odstępie za tymże semaforem znajdował się pociąg. Wypadku identycznego z tym z Ursusa udało się uniknąć dzięki temu, że panowała dobra widoczność. Komisja kolejowa stwierdziła, iż przyczyną awarii było zwarcie skrośne.
Miesiąc po incydencie prokurator wystąpił o uniewinnienie Tadeusza Mościckiego. Zarówno on, jak i obrońca maszynisty stwierdzili, że incydent z 9 kwietnia 1992 roku potwierdza hipotezę, iż 20 sierpnia 1990 roku w Ursusie doszło do awarii sygnalizacji. Zdaniem obrońcy, wypadek z 1990 roku miał również wykazać chaos panujący w Polskich Kolejach Państwowych.
Wyrok został wydany przez Sąd Rejonowy w Warszawie 5 maja 1992 roku. Tadeusz Mościcki został uniewinniony. W uzasadnieniu wyroku wskazano, że sąd nie znalazł jednoznacznej przyczyny wypadku, zaś jedynym źródłem dowodów były zeznania maszynisty, ponieważ materiał dowodowy po katastrofie nie został dostatecznie zabezpieczony.

## Upamiętnienie wypadku
Pierwsze starania w kierunku upamiętnienia katastrofy podjęto w 2022 roku. Władze dzielnicy Ursus w 2023 roku odmówiły postawienia pomnika, tłumacząc, iż ofiary nie mieszkały w Ursusie, dzielnica nie ma na ten cel pieniędzy, zaś inicjatywa powinna wyjść od Polskich Kolei Państwowych, ponieważ to na ich terenie doszło do wypadku. PKP SA stwierdziła natomiast, że inicjatywa powinna wyjść od samorządu.
20 sierpnia 2024 roku, w 34 rocznicę katastrofy, nieopodal miejsca wypadku, został odsłonięty pomnik upamiętniający katastrofę i 16 osób, które w niej zginęły.